# Memphis (Tennessee)
Memphis, Shelby megye székhelye Tennessee állam délnyugati részén helyezkedik el. Memphis a Mississippi folyó fölé emelkedik a Wolf folyó torkolatánál.
A 2010-es népszámlálás szerint 646 889 lakosával Tennessee legnagyobb, legnépesebb városa; ezzel egyben az Amerikai Egyesült Államok délkeleti részének második legnagyobb városa a floridai Jacksonville után, valamint a 18. legnagyobb város az USA-ban.
Memphis agglomerációjának – melybe Mississippi és Arkansas több megyéje is tartozik – teljes lakossága 1 260 581 fő. Ezáltal Nashville után Memphishez tartozik Tennessee legnagyobb agglomerációs körzete.
Tennessee négy legfontosabb városa közül Memphis a legfiatalabb (a másik három város Knoxville, Chattanooga és Nashville).
A város lakosait a köznyelvben Memphiannek nevezik, a memphisi régiót pedig – főleg a médiában – Mid-Southnak.

## A város történelme

### Korai történet
A mai Memphis területének első lakói a Mississippi kultúra emberei, majd a csikaszó (chickasaw) indián törzs tagjai voltak. Az európai felfedezők csak jóval később jelentek meg.
Ez a terület a 18. század nagy részében szervezetlen volt. 1796-ra az itteni közösség lett az újonnan alapított Tennessee állam legnyugatibb pontja.

### 19. század
Memphist 1819-ben alapította John Overton, James Winchester és Andrew Jackson; nevét az ókori Egyiptom egyik fővárosáról, Mennoferről kapta. A század közepén a déli gazdaság alapja a rabszolgákkal végeztetett gyapottermesztés volt, emiatt a városban jött létre az ország egyik legnagyobb rabszolgapiaca.
Tennessee 1861-ben kivált az Unióból, utána egy rövid ideig a Konföderációhoz tartozott. Az 1862. június 6-án lezajlott memphisi csata után az Unió ellenőrzése alatt állt, az Unió csapatait látta el utánpótlással az egész háború folyamán.

### 20. század
A 20. században Memphis lett a világ legnagyobb gyapot-, keményfa-, építőfa- és öszvérpiaca.
Az 1960-as években Memphis a polgárjogi mozgalom központi városa volt. 1968. április 4-én a városban levő Lorraine Motelben ölték meg Martin Luther Kinget, a polgárjogi mozgalom Nobel-békedíjas vezetőjét.
Memphis a déliek hagyományait ápolva sok híres zenészt adott a világnak. A városban vagy az azt környező területen élt Elvis Presley, Muddy Waters, Johnny Cash, Robert Johnson, B. B. King, és Howlin’ Wolf.

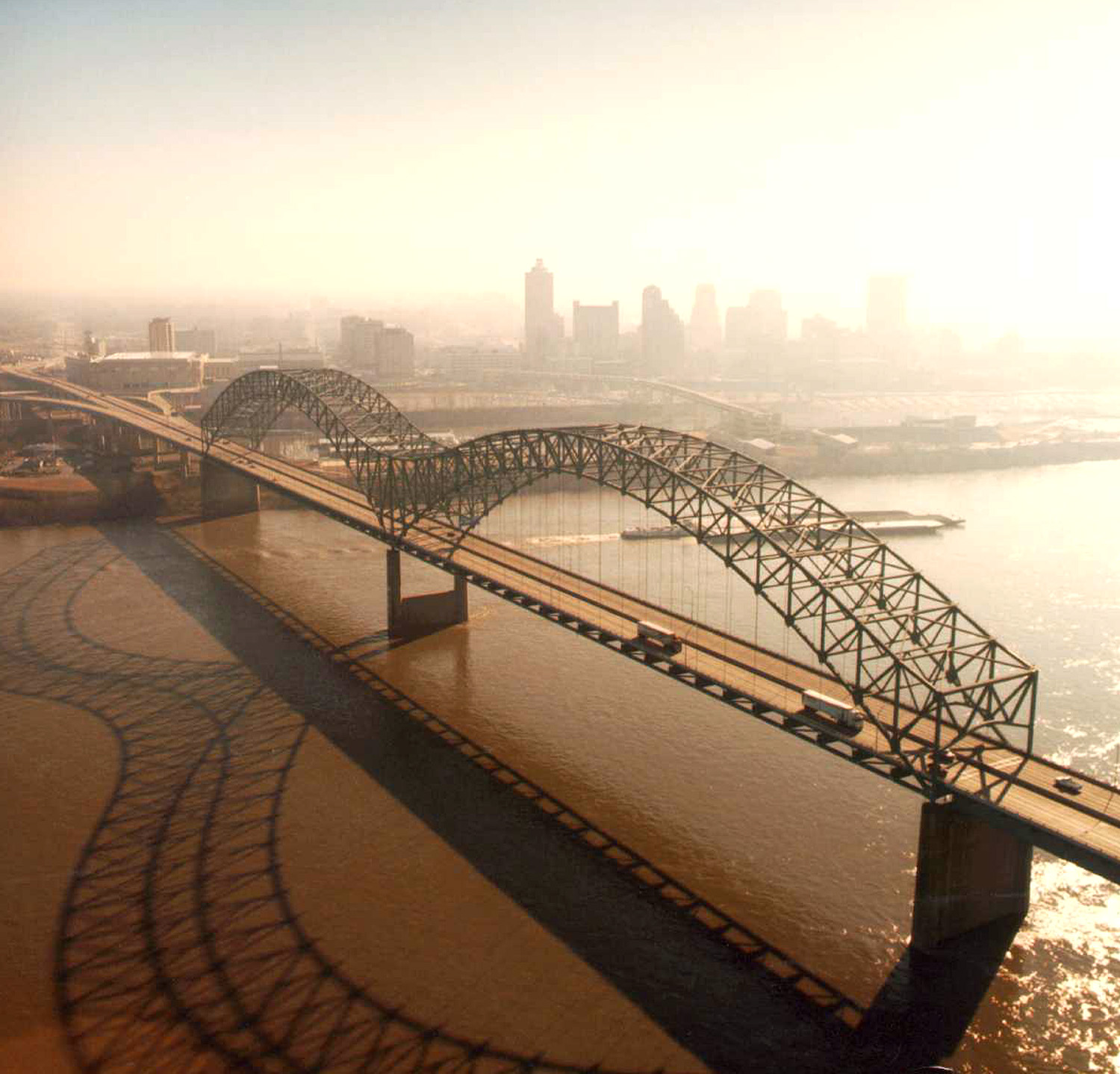
Hernando Soto híd
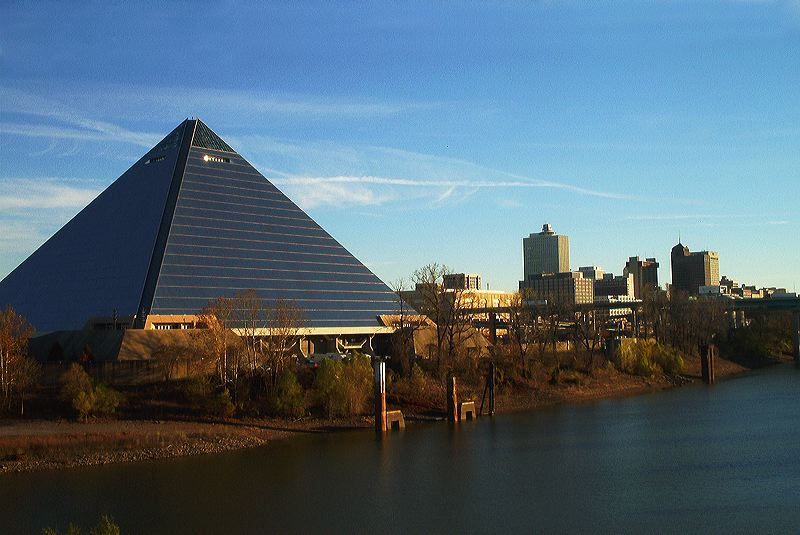
Piramis aréna

## Gazdaság
A településen található a BNSF Railway egyik rendezőpályaudvara.

## Népesség
| 2010 | 646 889 |
| 2020 | 633 104 |